# تعدد الزوجات في إسواتيني
من الصعب تحديد الوضع القانوني لتعدد الزوجات في سوازيلاند، والكثير من سكان سوازيلاند يتسائلون عما إذا كان هناك دستور قانوني يسمح بتعدد الزوجات أو وجود لمثل هذه الزواجات، ولكن لا بد من الاعتراف قانونا بهذا الأمر في نظر حكومة سوازيلاند. لكن يعتبر الكثير من السكان هذا الأمر محظور وغير معتراف به قانوناً، ولكن لا توجد قوانين ضد رجل يعيش مع أكثر من امرأة واحدة. 